# Табатабаи, Джавад
Сеййи́д Джавад Табатабаи́ (перс. سید جواد طباطبایی‎; 14 декабря 1945, Тебриз, Иран – 28 февраля 2023, Ирвайн, США) — иранский философ

, специалист по социальной философии, философии истории, истории Ирана. Руководитель Центра философии при Большой исламской энциклопедии, почётный профессор Тегеранского университета.

## Биография
Табатабай, иранский азербайджанец, родился 14 декабря 1945 года в Тебризе, Иран. Его отец был торговцем на базаре Тебриза. После изучения богословия, права и философии в Тебризе и Тегеране он получил докторскую степень по политической философии в Парижском университете 1 Пантеон-Сорбонна, защитив диссертацию по политической философии Гегеля.
После приезда в Иран он был профессором и заместителем декана факультета права и политических наук Тегеранского университета. В 1990-е годы он был уволен с должности профессора и заместителя декана юридического факультета за критику идеологии иранского правительства.
Затем он продолжил свои исследования в других странах, таких как Франция, Англия, Германия и США: он был приглашённым научным сотрудником в Wissenschaftskolleg zu Berlin, а также в Moynihan Institute of Global Affairs в Сиракузском университете. Табатабай опубликовал около двадцати книг по истории политических идей в Европе и Иране.
Табатабай умер 28 февраля 2023 года в Ирвайне, в возрасте 77 лет.

## Образование
Окончил факультет права и политологии Тегеранского университета. Продолжил исследования в области теологии, права и философии в Университете Париж 1 Пантеон Сорбонна, где защитил диссертацию по политической философии Гегеля и получил степень доктора философии (Doctorat d’État) в политической философии. Работал приглашенным научным сотрудником в Берлинском институте передовых исследований, а также в Мойниханском Институте глобальных исследований Сиракузского университета.
Автор десятка книг по истории политических идей в Европе и Иране.
14 июля 1995 года стал кавалером французского Ордена Академических пальм. Обладатель серебряной медали Кембриджского университета за исследования в области политических наук.